# 1928 en France
Chronologie de la France
- 1924
- 1925
- 1926
- 1927
- 1928
- 1929
- 1930
- 1931
- 1932

Cette page concerne l'année 1928 du calendrier grégorien.

## Événements
- 9 janvier : le Comité central du PCF adopte la stratégie « classe contre classe »[1].
- 12 janvier : arrestation des députés communistes Marcel Cachin et Paul Vaillant-Couturier à la sortie de la Chambre des députés pour leur action contre la guerre du Rif après la levée de leur immunité parlementaire[2].

- Février : lancement à Paris de la Dépêche Africaine, revue assimilationniste, organe officiel du Comité de défense des intérêts de la race noire fondé en 1927 (CDIRN)[3].

- 15 mars : loi Sarraut sur l'aménagement des lotissements défectueux[4].
- 16 mars et 30 mars : lois fiscales instaurant la « taxe sur les produits pétroliers » (TIP), impôt indirect sur la consommation de produits pétroliers dans le but de favoriser l'industrie du raffinage du pétrole en France[5].
- 28 mars : première liaison téléphonique transatlantique entre Paris et New York[6].
- 31 mars : la loi Painlevé fixe à un an la durée du service militaire[7].

- 5 avril : loi sur les assurances sociales obligatoires dans l'industrie et le commerce (modifiée en 1930)[8].

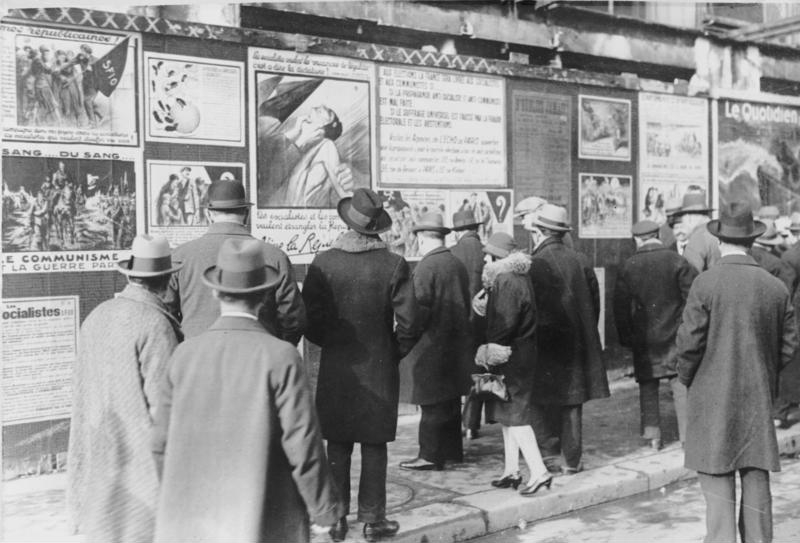
Affiches électorales dans les rues de Paris en janvier 1928.

- 22 et 29 avril : victoire de la droite et du centre (Union nationale) dirigée par Raymond Poincaré aux élections législatives[9]. Le PCF pratique la tactique « classe contre classe » et refuse de se désister au second tour en faveur des socialistes (1928 et 1932).

- 24 mai-7 juin : premier Salon des indépendants de la Photographie au théâtre des Champs-Élysées à Paris[10].

- 24 juin : franc Poincaré. Une loi monétaire instaure une stabilisation légale du franc qui ne pèse plus en or que le cinquième de son poids en 1914 (100 anciens francs = 6,55 grammes d'or). La dévaluation du franc germinal ruine la bourgeoisie rentière mais les exportations sont favorisées par la baisse des prix[9].
- 28 juin : fusion de la Société chimique des usines du Rhône et des établissements Poulenc frères qui forment la « Société des usines chimiques Rhône-Poulenc »[11].

- 7 juillet : décret autorisant treize stations de radio privées à émettre[12].
- 13 juillet : loi Loucheur sur les « Habitations à bon marché »[13]. La loi inaugure l'intervention de l’État dans le développement du parc de logements jugé vétuste et cher. Elle institue d'une part un programme de construction de 260 000 logements, réparti sur 5 années, avec un financement d’État pouvant aller jusqu'à 90 % du coût par des prêts à taux réduits. D'autre part, elle pose le problème de l'habitat des classes moyennes et 60 000 logements à loyer moyen sont également programmés sur 5 ans[14]

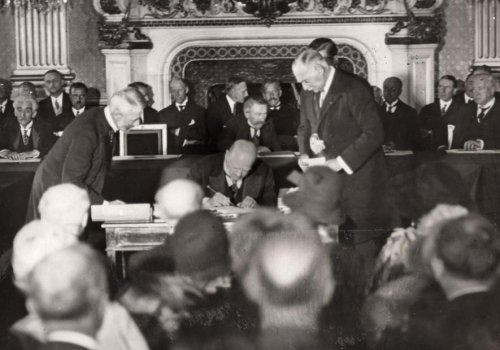
Signature du pacte Briand-Kellogg par l'allemand Gustav Stresemann.

- 27 août : le pacte Briand-Kellogg est signé à Paris par 15 pays, parmi lesquels tous les grands États, y compris les États-Unis et l'empire du Japon. Ce pacte condamne le recours à la guerre et prévoit de « mettre la guerre hors-la-loi »[9].
- 2 septembre : le ministre du Commerce Maurice Bokanowski est tué dans un accident d'avion à Toul[15].
- 12 septembre : création de Als-Thom (Alstom) résultat de la fusion d'une partie de la Société alsacienne de constructions mécaniques et de la Compagnie française pour l'exploitation des procédés Thomson-Houston[16].
- 14 septembre : création du ministère de l'Air dirigé par Laurent Eynac[17].
- 18 septembre : sortie en salles du Film du Poilu, comédie dramatique de Henri Desfontaines[18].
- 22 septembre : installation du premier central téléphonique automatique en France, le central Carnot[19].
- Octobre : 22e Exposition Internationale de l'Automobile , du Cycle et des Sports à Paris. Le constructeur d'automobiles « Citroën » lance le son premier moteur 6 cylindres dans la C6[20].
- 20 octobre : inauguration par le ministre des travaux publics André Tardieu du pont en béton armé de la rue Lafayette à Paris, mis en service en septembre[21].
- 25 octobre : sortie en salles de La Passion de Jeanne d'Arc, film de Carl Theodor Dreyer[22].

- 1er novembre : premier numéro de Détective, hebdomadaire de faits divers créé par Gaston Gallimard et dirigé par Georges Kessel[23].
- 4 novembre :
  - « Coup d'Angers » : les Radicaux quittent l'Union Nationale[24].
  - décret sur la citoyenneté française aux métis nés de père inconnus en Indochine[25].
- 6 novembre : chute du gouvernement Raymond Poincaré[26].
- 8 novembre : les députés autonomistes alsaciens sont déchus de leur mandat[24].
- 9 novembre : fondation de Gringoire, hebdomadaire parisien littéraire et politique  dirigée par Horace de Carbuccia, Joseph Kessel et Georges Suarez[27].
- 11 novembre : Raymond Poincaré président du Conseil forme un cinquième gouvernement[26].

- 4 décembre : la banquière Marthe Hanau est arrêtée pour escroquerie et abus de confiance et emprisonnée à la prison Saint-Lazare. Condamnée à trois ans de prison ferme en juillet 1934, elle se suicide le 14 juillet 1935 à l'infirmerie de la prison de Fresnes en avalant un tube de barbituriques[28].
- 6 décembre : première assemblée générale de la Confédération des syndicats médicaux français[29].
- 17 décembre : création de l'Action populaire nationale d'Alsace[30].
- 30 décembre : loi de finances. Abattement fiscal de 10 000 francs et hausse de l'IGR de 30 à 33,33 %[31]. Création d'une caisse d'assurance et de protection contre les calamités agricoles[32].

## Naissances en 1928
- 4 janvier : Ginette Garcin, actrice. († 10 juin 2010)
- 23 janvier : Jeanne Moreau, actrice, chanteuse, réalisatrice († 31 juillet 2017).
- 30 mars : Robert Badinter, avocat, universitaire, essayiste et homme politique français († 9 février 2024).
- 2 avril : Serge Gainsbourg, auteur-compositeur-interprète français († 2 mars 1991).
- 17 mai : Jacques Ciron, acteur et voix du personnage d'Alfred Pennyworth dans la plupart des séries télévisées, des films d'animation de Batman († 7 décembre 2022).
- 16 juin : Annie Cordy, chanteuse, actrice († 4 septembre 2020).
- 20 juin : Jean-Marie Le Pen, homme politique († 7 janvier 2025).
- 2 juillet : Line Renaud, chanteuse, actrice.
- 28 septembre : Martine Sarcey, comédienne. († 11 juin 2010)

## Décès en 1928
- 7 mars : Jules-Auguste Lemire, homme politique. (° 23 avril 1853)